# Taquarivaí
Taquarivaí, là một đô thị ở bang São Paulo của Brasil. 

## Địa lý
Đô thị này nằm ở vĩ độ 23º55'28" độ vĩ nam và kinh độ 48º41'35" độ vĩ tây, trên khu vực có độ cao 555 m. 
Dân số năm 2004 ước tính là 5.189 người. Đô thị này nằm cách thủ phủ bang 280 km.

### Sông ngòi
- Sông Apiaí-Guaçu
- Sông Apiaí-Mirim

### Các xa lộ
- SP-258 - Rodovia Francisco Alves Negrão